# El Tenayo
El Cerro del Tenayo es un cerro ubicado en el municipio de Tlalnepantla de Baz, Estado de México; dentro de la (ZMCM), muy cercano a los límites territoriales con la Delegación Gustavo A. Madero del Distrito Federal en México. Aunque retirado, forma parte de la sierra de Guadalupe y se distingue por tener una gran letra "B" casi en la cima de color blanco (Remarcada por última vez en febrero del 2010), dándole la identidad al Centro Escolar Benemérito de las Américas (Preparatoria de La Iglesia de Jesucristo de los Santos de los Últimos Días) ubicado al lado del cerro.

Se sabe al menos que este cerro recibe este nombre desde el siglo XIX gracias a una pintura de Eugenio Landesio, la cual lleva como título "El Valle de México visto desde el Cerro del Tenayo"

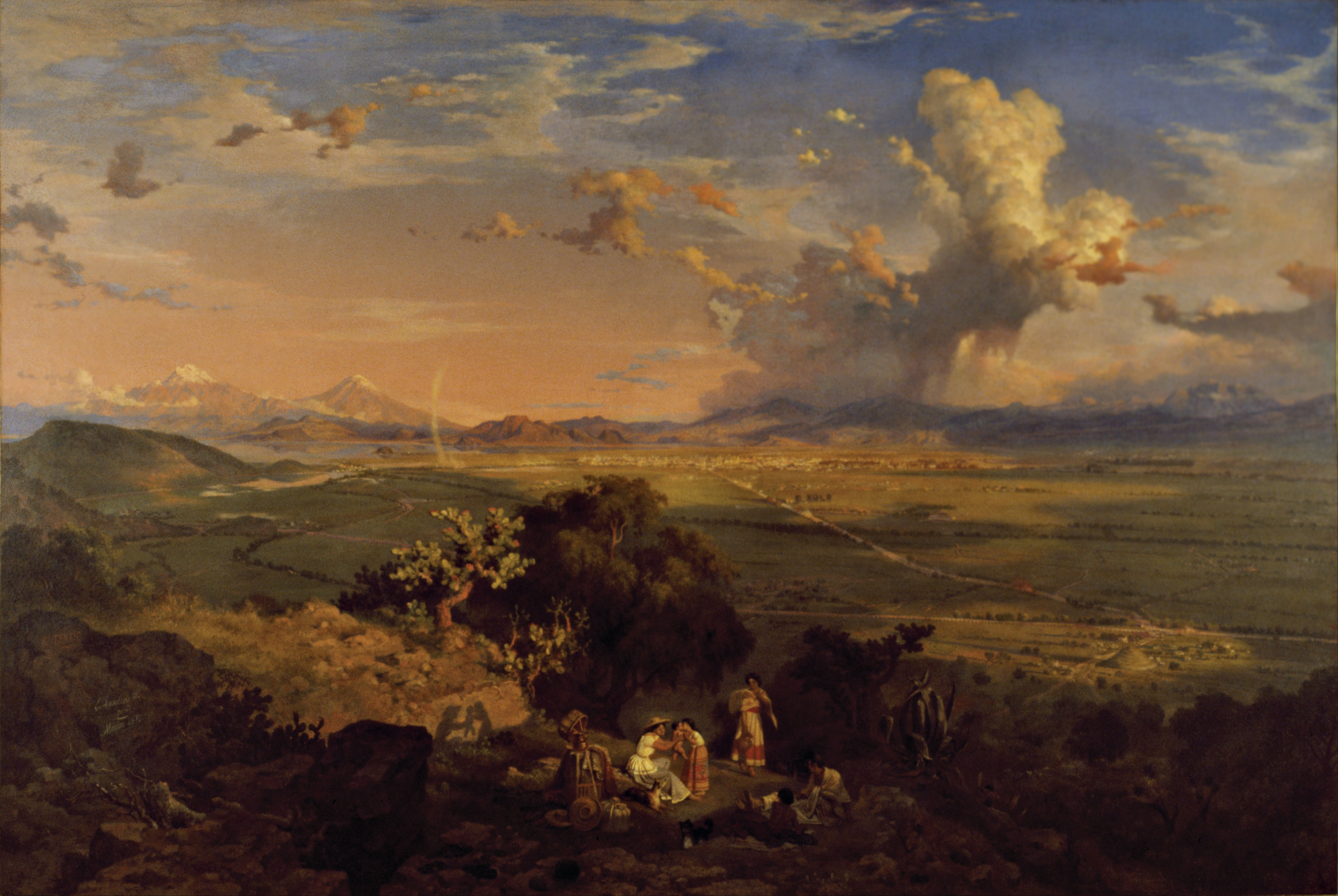
El Valle de México visto desde el cerro del Tenayo (1870.)

Se localiza al poniente del cerro del Chiquihuite, al norte de la pirámide de Tenayuca y al norponiente de la zona arqueológica de Santa Cecilia Acatitlán.

## Utilización
En el valle del Tenayo se localiza el Subsistema Tenayo del DIF de Tlalnepantla, localizado en la calle Reyna Xóchitl, S/N Esq. Av. Santa Cecilia, el cual brinda a la población beneficios como: unidad básica de rehabilitación, servicio médico y jurídico y C.T.D.C. (Centro Tlalnepantlense de Desarrollo Comunitario). Y cuenta con un centro de rehabilitación con equinoterapia
El cerro tiene alrededor y sobre sus faldas asentamientos humanos, y en otras partes tiene cortes por la extracción de piedra que se le hicieron antes de que se poblara; se tiene registro de la extracción de grades cantidades de andesita durante la época prehispánica, la cual fue usada por los mexica para la elaboración de esculturas y artefactos de uso cotidiano. Ejemplos de estas esculturas son el Monolito de Tlaltecuhtli hallado en 2006 en la zona arqueológica del Templo Mayor y el Ocelotl Cuauhxicalli que se puede admirar en la sala mexica del Museo Nacional de Antropología.
Cuenta con diversas áreas de recreación y deporte, tales como cancha de basquetbol y de fútbol siendo la más importante la de fútbol 7 "siglo XXI". También, cabe resaltar que el cerro contiene una letra B debido a que una preparatoria cercana, Benemérito de las Américas, perteneciente a la Iglesia de Jesucristo de los Santos de los Últimos Días, con motivo de su aniversario desde principios de la década de los 70 hasta el 2007 la pintaba anualmente pero debido a un desacuerdo económico con los ejidatarios se dejó de hacer, hasta febrero del 2010 se reanudó esta costumbre. Siendo febrero de 2012 la última fecha datada de que se pinte la B por los jóvenes estudiantes, esto debido al cierre de la escuela tras convertirse en un Centro de Capacitación Misional. (Generación 2009-2012)[cita requerida]
En el lugar se dan dos festividades al año siendo la celebración de la iglesia del Carmen la más importante y en segundo plano la de la iglesia de Cristo Rey ubicada en la calle Ixtlixochilt, una de las calles más importantes de la colonia.[cita requerida]
Las colonias ubicadas en esta parte del área metropolitana todavía mantienen un aire de provincia aunque ya con las peculiaridades que se tienen de un núcleo de población integrado a una zona metropolitana así como los problemas que se pueden llegar a dar, como pueden ser pequeños focos de delincuencia organizada entre otros aunque en resumen el lugar puede ser un tanto confuso para la gente no familiarizada con él, no debe temerse ya que aun mantiene un nivel óptimo de vida rayando en los niveles Medio, Medio-Bajo y una pequeña fracción de nivel medio alto en las colonias cercanas a lo que hoy es el Bodega Aurrera del Tenayo con una excepción en la unidad Habitacional Tabla Honda

## Colonias
Algunas colonias que radican sobre el cerro del Tenayo son:
- El Tenayo Centro, se encuentra en la parte oeste, noroeste y en el centro del cerro.
- El Tenayo Sur, ubicada en la parte norte del cerro, siendo la más alta colindante a la colonia El Puerto.
- El Puerto, se encuentra al norte y un poco al noreste del cerro.
- Ex ejido de San Lucas Patoni, se encuentra al noreste, al este y sureste del cerro.
- San Lucas Patoni, se encuentra más abajo de la colonia Ex Ejido de San Lucas Patoni.
- La arboleda, se encuentra al sur del cerro cercana a Tenayuca.
- La Sideral, se encuentra al suroeste del cerro.
- Unidad Habitacional Tenayo, Se encuentra cercana a la colonia El Tenayo Centro a muy baja altitud de este
- Cuauhtemoc se localiza arriba de la unidad habitacional
- Tabla Honda se localiza a un lado de la Unidad Habitacional el Tenayo y cuenta también con una unidad habitacional y un fraccionamiento de clase Media baja y Media Alta
- La Barca Se localiza a un lado del Fraccionamiento Izcalli Pirámides y el Tenayo Centro en parte así como a un lado de Tenayuca

## Transporte público
Diversas rutas del Estado de México como AIEMSA Ruta 26, ANASA, Ruta 79 y otras más del Estado de México tienen derroteros a algunas partes como Chalma, San Lucas Patoni, Cuauhtémoc, Ex Ejidos, Tenayuca, Metro Rosario y Metro Toreo .
Mientras que solo una Ruta del D.F. Cubre esta zona principalmente por las partes bajas brindándole a la zona una buena conectividad con el resto de la Ciudad de México y área metropolitana.
- Ruta 88: Metro Politécnico - Puerto Chalma y Metro Deportivo 18 de Marzo (Basílica) - Santa Cecilia/Unidad Habitacional Tenayo/Izcalli Pirámide (Series 900 a 918).

Debido a la topografía de la zona los autobuses usados en estas rutas deben de ser de media a alta montaña así como el uso de microbuses que aún estén en condiciones para circular. Indirectamente por su cercanía con el D.F. San Lucas Patoni Y la zona de Chalma tienen un sesgo de servicio de la RTP con las rutas.
- Metro La Raza - Reclusorio Norte/El Charco
- Metro Hidalgo - Reclusorio Norte
- Metro Potrero - Reclusorio Norte/El Charco
- Metro La Raza - Malacates/Lomas de Cuautepec
- Metro Indios Verdes - Reclusorio Norte/El Charco (En menor distancia)

La línea 3 del metrobús fue inaugurada el 8 de febrero de 2011 que corre desde Tenayuca hasta Etiopía la cual puede ser alimentada por AIEMSA Ruta 26. En su ruta de Unidad Tenayo - Tenayuca/Gustavo Baz brindándole a los habitantes una muy buena alternativa para ir al centro y sur de la ciudad.
En si es una zona muy bien conectada a la Ciudad de México y sus alrededores aunque los tiempos de traslado pueden ser entorpecidos brevemente por los embotellamientos que deben enfrentar las rutas de transporte.

## Tradiciones

### Semana Santa

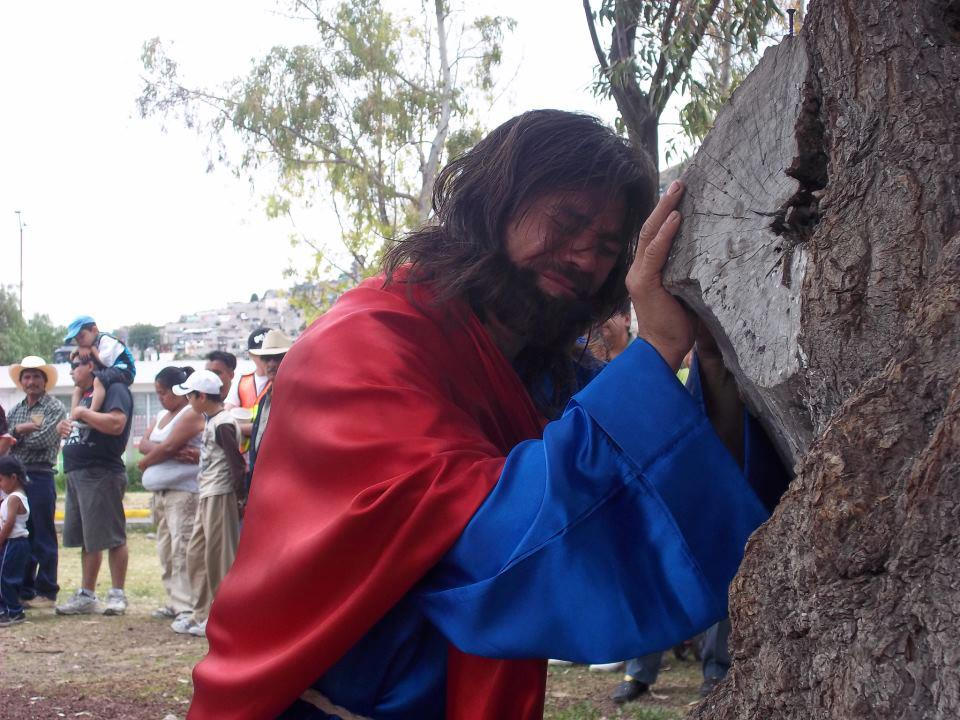
Oración en el Huerto

En Semana Santa se lleva a cabo la escenificación de la pasión y muerte de Jesucristo. Transcurría el año de 1979 cuando un grupo de jóvenes encabezados por Arturo Aldana, Armando Toral, Gilberto Toral, Ángel Ramírez y Crescencio Rivera formaron un Grupo de teatro amateur al cual le llamaron Grupo Zodiako (actualmente grupo Renacimiento), Actualmente liderado por Crescencio Rivera,Elsa Gadith, Diego Quijada, este primero iniciador de la obra denominada "El Mártir del Gólgota" a partir de ese año y de manera ininterrumpida se representa en el Tenayo Centro, a un costado del Mercado de esta localidad; esta celebración cumple ya 46 años de representarse, con una notoria afluencia de gente y casi 100 actores amateurs se muestra la más ferviente fe religiosa en esta representación. Inicia el Domingo de Ramos con un recorrido (de casi 6 km) por las principales calles y avenidas así mismo se representan pasajes bíblicos (Entrada en Jerusalén,  el tributla mujer adúltera,o , las Bienaventuranzas y las profecías.), el Jueves Santo se inicia la procesión desde las 6 de la tarde y culmina a media noche, este día se hace el lavatorio de pies y aprensión en el huerto de Getsemaní o de los Olivos, así mismo la presentación ante Anás, posteriormente llevado con Caifás.

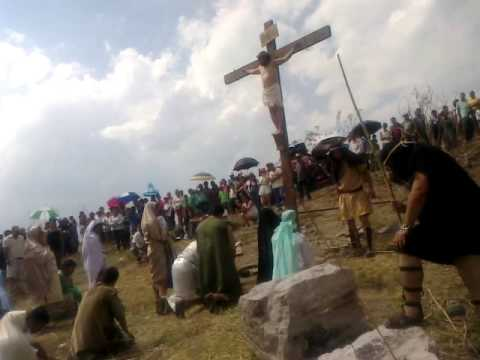
Representación en El Tenayo en 2014

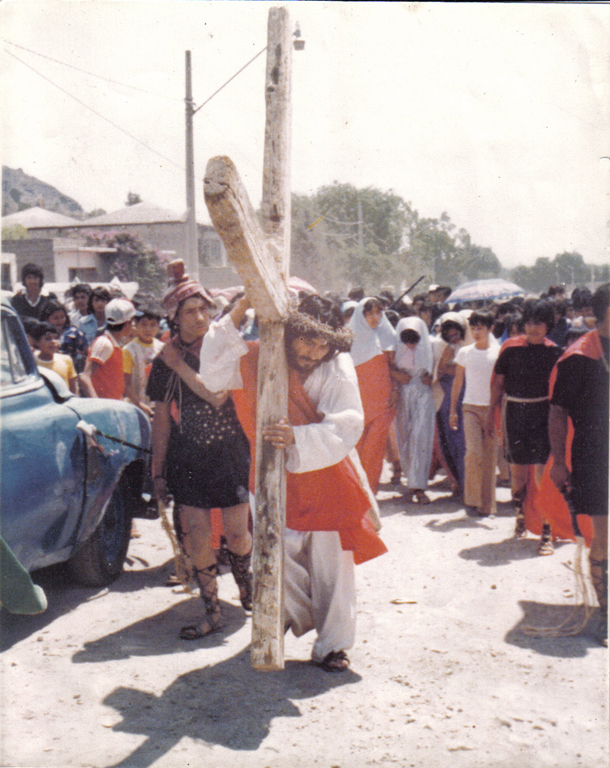
Primeras representaciones de la Semana Santa a Principios de los años 80

La culminación de esta escenificación se lleva a cabo el Viernes Santo, donde se inicia desde las 8:00 AM con un recorrido con los ladrones (Dimas, Gestas y Barrabas) posteriormente se representan algunos pasajes bíblicos y pasando por la segunda presentación ante Poncio Pilatos donde se le condena y empieza el recorrido hacia el Calvario (de casi 2 km) pasando por las tres caídas que relata la historia, el Viacrucis culmina alrededor de las 3 de la tarde en el cerro del Tenayo donde Jesús pronuncia las 7 palabras y es desafiado por Samuel Belli Beth.
Esta celebración en la actualidad es una de las más concurridas del municipio, es un Orgullo de Tlalnepantla y de las más importantes de la zona.

### Fiesta Patronal
Una de las Celebraciones más importantes y antiguas de esta comunidad es la fiesta patronal de la Virgen del pueblo "Nuestra Señora del Carmen" la cual abarca un Novenario en el cual se realizan diversas actividades como Misas, Hora Santa y Rosarios. Si bien no hay un año exacto en el cual se tenga conocimiento como el año inicial de esta tradición, las familias más longevas que han vivido alrededor de la comunidad cuentan que podría tener poco más de 45 años, dando inicio alrededor de mediados de los años 70, cuando aun la iglesia era pequeña y no se construía la Parroquia como se conoce hoy en día.
Aunque la festividad es el 16 de julio, la fiesta mayor se realiza el domingo más cercano a la fecha (en caso de caer en día miércoles, los organizadores de dicho evento decidirán si se hará un domingo antes o después de dicho día). Si la fiesta se realiza antes del 16 de julio, las festividades concluyen ese mismo día con la misa Mayor la cual se realiza entre semana (o sábado); si la fiesta se realiza después del 16 de julio, los organizadores concluyen el novenario el domingo más cercano.
El domingo comienza el día con las tradicionales Mañanitas a la puerta de la iglesia del Pueblo (Parroquia de Nuestra Señora del Carmen), seguida por una misa; al término de esta se suelen repartir café, té, leche, atole o champurrado con pan de dulce o un tamal, esto común mente donado por el "Mercado del Carmen" y muchas de las familias de la Colonia. Por la tarde el grupo de Concheros de la comunidad ofrece las tradicionales danzas a la Virgen, mientras en la calle entre la parroquia y el centro de salud, se levanta el Tradicional Castillo Pirotécnico. A las 9:00 horas. se realiza un recorrido por la avenida Principal (Alfredo del Mazo Vélez) con un toro falso apodado como "El Villano" acompañados de la tradicional Tambora. Más tarde, alrededor de las 13:00 horas. Se realiza un segundo recorrido por una parte de la avenida principal y por calles de la colonia en donde las casas y calles han sido adornadas para presenciar el paso de la Imagen de la Virgen. Mientras el recorrido de la Virgen de lleva a cabo, frente a la Parroquia los vecinos levantan un Palo encebado el cual contiene premios para quien logre escalarlo.
Por la tarde-noche La Tambora sigue tocando, amenizando el evento. En algunos años se suele llevar algún Conjunto Versátil o Sonido el cual amenice a mayores escalas el evento. Mientras todo esto sucede frente a la Parroquia, por la parte trasera de esta se levanta una gran Feria que, junto con la que se coloca en Santa Cecilia Acatitlán, es de las más grandes de Tlalnepantla (a partir de los 90's, debido a la construcción de Condominios y conjuntos deportivos, el espacio ocupado por la feria, se ha visto reducido solo a las calles como en la mayoría de lugares)
Para finalizar el evento, por la noche, entre las 20:30 y 23:00 horas se lleva a cabo la tradicional quema del Castillo, la cual da fin a la Festividad y un cierre muy vistoso el cual disfrutan desde pobladores del Pueblo, como de las comunidades aledañas.